# 江東水彩音頭
「江東水彩音頭」（こうとうすいさいおんど）は、東京都江東区において民間で作成され事実上「区の推奨歌」のような扱いを受けている音頭である。作詞・寺崎敏夫、作曲・井上現、編曲・大森久雄。

## 解説
1947年（昭和22年）に旧深川区と城東区の合併で成立した江東区は2025年（令和7年）時点においても23特別区で唯一、区歌を制定していない。その理由に関しては「東京大空襲で区内の被害が特に甚大であったため、復興作業が優先された」と説明されることが多いものの、サンフランシスコ講和条約の発効を経て高度成長期に入って以降は「ゴミ戦争への対応に忙殺された」として、他の特別区が続々と区歌を制定する中にあっても江東区では具体的な動きが全く見られなかった。
1990年（平成2年）に北区が「北区のうた」を制定したことにより江東区以外の22区全てが区歌を持つ状況になって以降も、歴代の江東区長は区議会で制定を求める質問が行われる度に制定後の普及に対する懸念を主な理由として拒否する姿勢を現在に至るまで貫いている。2015年（平成27年）11月14日（13日深夜）に放送されたテレビ朝日の番組『タモリ倶楽部』では番組内の企画としてタモリ、レキシ、マキタスポーツの3人が「江東区歌」を合作したが、江東区役所では区民からの「この楽曲を正式な区歌に採用してはどうか」とする提案を一蹴した。
上記『タモリ倶楽部』で江東区の区歌未制定問題が取り上げられる以前、区内在住の井上は2017年（平成29年）の合併70周年を前に区全域を対象とする楽曲が存在していないことに疑問を感じ、同じく区内在住の寺崎に呼びかけて共同でオリジナルの音頭を作成することにした。井上は完成前に急逝したが、寺崎が作業を引き継いで2014年（平成26年）4月に「江東水彩音頭」として完成する。「江東水彩音頭」の作成に区は関与していないが、発表後は合併70周年記念で作成された区民体操「KOTO活き粋体操」の一部にBGMとして採用されており、現状では区が「推奨歌」的な扱いをする唯一の楽曲のため、事実上の「区民音頭」と位置付けられている。